# Hiperbolikus programozás
A hiperbolikus programozás a nemlineáris programozás része, mivel a hiperbolikus programozási feladatok célfüggvényei nem lineárisak, hanem törtlineárisak. Ezek a feladatok közvetlenül nem oldhatók meg a szimplex módszerrel, mivel az optimum nem biztos, hogy csúcspont; ehhez előbb vissza kell őket vezetni lineáris programozási feladatokra.
A hiperbolikus programozás alapfeladata:
{\displaystyle Ax\leq b,} {\displaystyle x\geq 0}
{\displaystyle d^{T}x+\beta >0}
{\displaystyle {\frac {c^{T}x+\alpha }{d^{T}x+\beta }}\rightarrow \mathrm {max} }

## Visszavezetés a lineáris programozásra
A törtlineáris programozás alapfeladata lineáris programra vezethető vissza az {\displaystyle x=y/t} helyettesítéssel, ahol feltesszük, hogy t szigorúan pozitív. Ha t-t úgy rögzítjük, hogy {\displaystyle d^{T}y+\beta t=1} legyen, akkor az alapfeladat ekvivalens a 
{\displaystyle Ay-bt\leq 0,} {\displaystyle y\geq 0,} {\displaystyle t>0}
{\displaystyle d^{T}y+\beta t=1}
{\displaystyle c^{T}y+\alpha t\rightarrow \mathrm {max} }
lineáris programmal.
Az eredeti programban x az {\displaystyle x=y/t} összefüggéssel számítható. Az átalakított feladat mindig megoldható, és az optimális megoldásából számított x és y az eredeti feladatnak is optimuma lesz.

## Példa
{\displaystyle x_{1}+x_{2}\leq 4,} {\displaystyle x\geq 0,}
{\displaystyle x_{1}-x_{2}\leq 2}
{\displaystyle {\frac {2x_{1}+x_{2}-2}{x_{1}+x_{2}+1}}\rightarrow \mathrm {max} }
átalakítva
{\displaystyle y_{1}+y_{2}-4t\leq 0,} {\displaystyle y\geq 0,} {\displaystyle t>0}
{\displaystyle y_{1}-y_{2}-2t\leq 0,}
{\displaystyle y_{1}+y_{2}+t=1}
{\displaystyle 2y_{1}+y_{2}-2\rightarrow \mathrm {max} }